# Gare de Rava-Rouska
Pour les articles homonymes, voir Gare centrale.
La gare de Rava-Rouska (en ukrainien : Рава-Руська (станція)) est une gare ferroviaire située dans la ville de Rava-Rouska, oblast de Lviv, en Ukraine. 

## Situation ferroviaire
La gare est sur la ligne Varsovie-Lviv.

## Histoire
Elle a été ouverte avec la ligne ferroviaire Gare de Jarosław - Gare de Sokal.

## Service des voyageurs

### Accueil

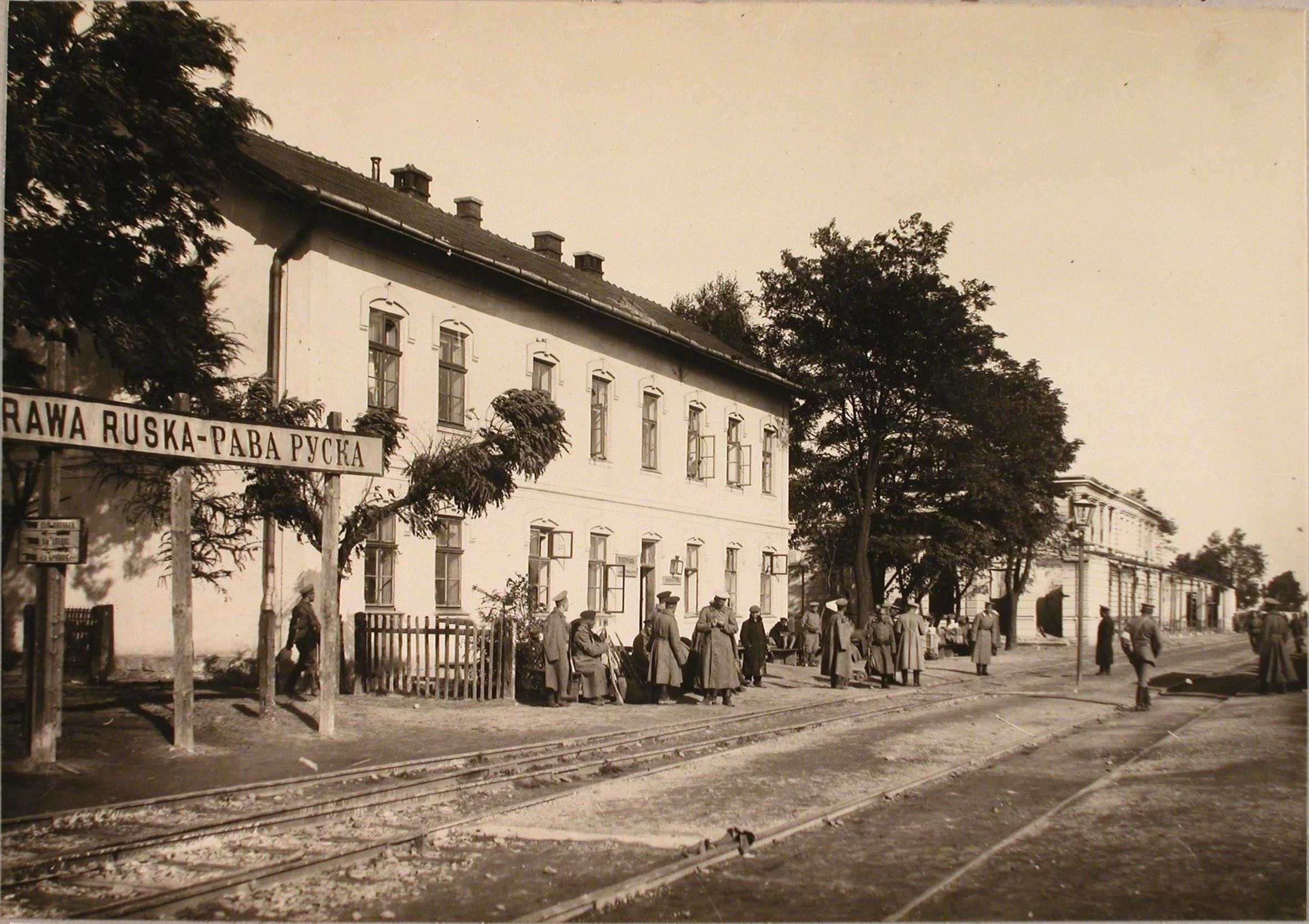
Pendant la Grande guerre,
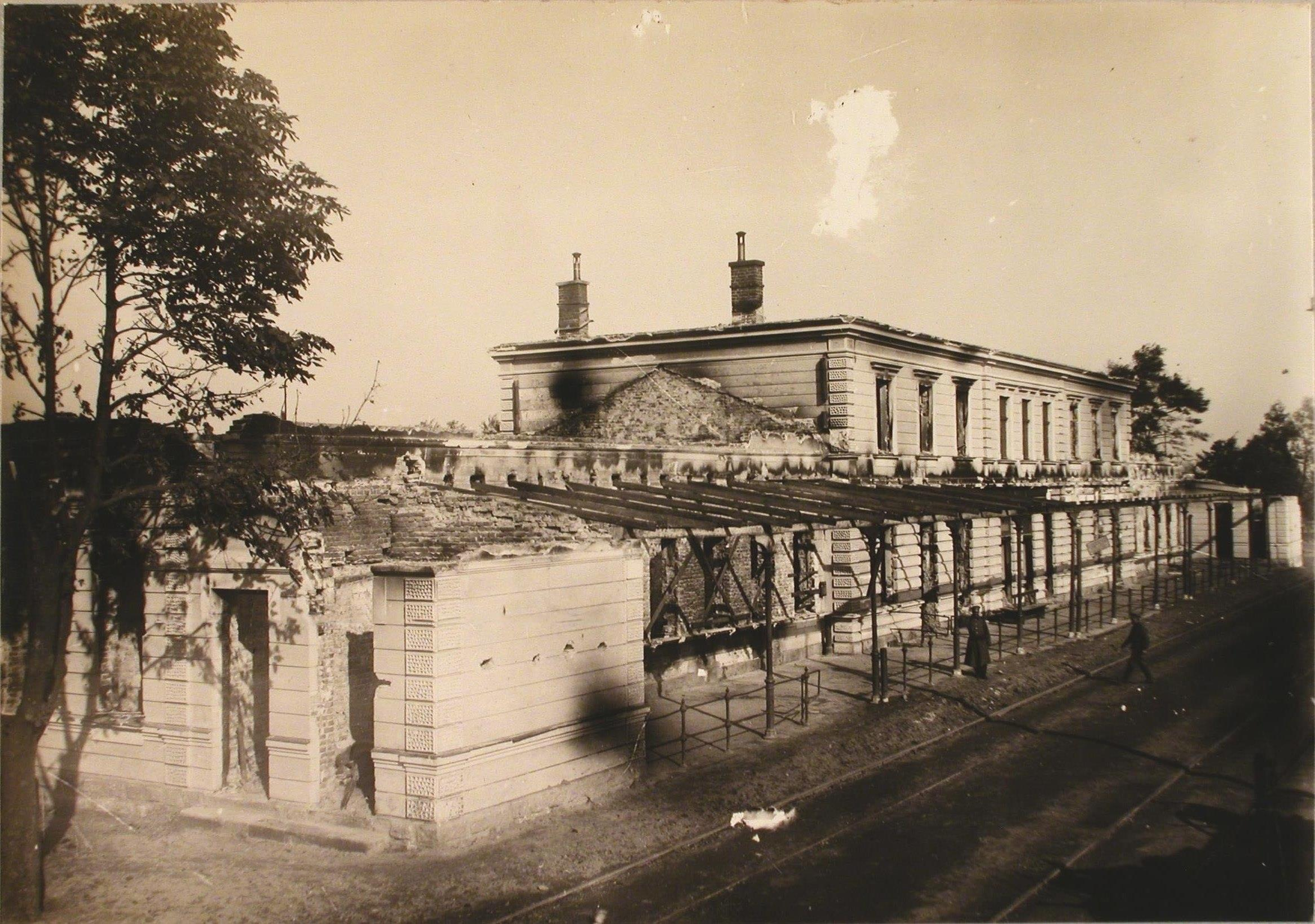
qui l'a endommagée.